# Універсальний десантний корабель типу 075
Універсальний десантний корабель проєкту типу 075 (англ. Type 075D) — проєкт універсальних десантних кораблів Китаю, які будуються на верфі Hudong–Zhonghua Shipbuilding у Шанхаї.
Станом на квітень 2020 року у будівництві перебувало 3 кораблі проєкту Type 075D, в майбутньому планується закласти ще три аналогічних.

## Історія
Роботи з розробки типу 075 офіційно розпочалися в 2011 році. Перші фотографії з будівництва були оприлюднені у березні 2019 року.
На першому з них до початку вересня 2019 був сформований корпус, та проводились підготовчі роботи до фарбування. Ближче до середини місяця з'явились фотографії вже пофарбованого корпусу вертольотоносця та зі встановленою радіолокаційної станцією.
Очікується, що спуск на воду першого корабля проєкту Type 075D має відбутися у жовтні 2019-го року. Після чого продовжиться його добудова та після почнуться випробування.
25 вересня 2019 року відбулася урочиста церемонія спуску на воду головного корабля серії на верфі Hudong–Zhonghua Shipbuilding у Шанхаї за участі високопосадовців ВМС Китаю та суднобудівників о 9:20 за місцевим часом. Він будувався швидкими темпами — до початку вересня був сформований корпус, та проводились підготовчі роботи до фарбування.
11 квітня 2020 року на першому кораблі проєкту Type 075 сталась пожежа в кормовій частині, яку вдалось загасити з пожежного корабля. Про причини займання, а також заподіяний збиток не повідомляється. Під час загоряння корабель знаходився біля пірсу компанії Hudong-Zhonghua Shipbuilding.
22 квітня 2020 року був спущений на воду другий корабель проєкту. Вертольотоносець був виведений із сухого доку та відбуксирований до добудовної стінки, де проводитимуть подальші роботи. Корабель встановили поруч з головним кораблем серії, якій було спущено 25 вересня 2019 року.
Після цього має відбутися закладка ще трьох кораблів цього проєкту. Окрім них, ще один перебуває у будівництві в сухому доці.
5 серпня 2020 року головний корабель проєкту вийшов з шанхайської верфі Hudong Zhonghua на морські випробування.
На початку 2021 року третій корабель цього класу був готовий до спуску.
23 квітня 2021 року у Саньї на острові Хайнань відбулась урочиста церемонія введення в строй першого вертольотоносця, головного корабля проєкту з бортовим номером 31 та назвою «Хайнань». Під час церемонії на палубі в якості демонстрації було щонайменше шість багатоцільових гелікоптерів Z-8CJ.

## Технічні характеристики
- Водотоннажність: 40 000 тонн
- Довжина: 250 метрів
- Ширина: 30 метрів
- Осадка: 8,5 метрів
- Швидкість: до 23 вузлів
- Озброєння:
  - два 30-мм зенітних артилерійських комплекси H/PJ-11
  - два зенітно-ракетних комплекси HHQ-10
- Авіагрупа: до 30 гелікоптерів